# Triumph Scrambler
Le Scrambler est un modèle de moto de type scrambler construit par la firme britannique Triumph, faisant partie de la gamme Modern Classic.
Le Scrambler apparaît en 2006. Elle continue dans la voie inaugurée par la Voxan Scrambler dont elle reprend le style, un style qui fit fureur dans les années 1970, particulièrement aux États-Unis. Son esthétique est dépouillée. Les deux échappements sur le côté droit en position haute lui donne une allure de baroudeur.
Elle utilise le bicylindre en ligne de 865 cm3 de la Thruxton, mais calé à 270°. Il est annoncé pour 55 ch à 7 250 tr/min.
Un premier prototype de Scrambler a fait une apparition aux côtés de Tom Cruise dans le film Mission impossible 3.
Triumph propose également un kit de bridage à 34 ch, pour les nouveaux permis.
En 2008, la Scrambler adopte l'alimentation par injection, afin de passer les normes anti-pollution Euro 3. Pour ne pas dénaturer l'esthétique générale néo-rétro, le corps des injecteurs est camouflé dans un simili-carburateur.
Les coloris disponibles sont :
- 2006 : Caspian Blue/White et Tornado Red/White ;
- 2007 : Caspian Blue/White, Tornado Red/White, Roulette Green/Aluminium Silver et Matt Black (limitée à 150 exemplaires)[1] ;
- 2008 : Aluminium Silver/Tangerine, Tornado Red/Fusuion White et Roulette Green/Aluminium Silver ;
- 2009[2], 2010[3], 2011 et 2012 : Matt Khaki Green et Jet Black ;
- 2013 : Matt Grey et Jet Black ;
- 2014 : Matt Pacific Blue et Lunar Silver/Diablo Red.

Des modèles 900 et 1 200 cm3 font leur apparition.